# Планкти
Планкти (грец. Planktai) — у давньогрецькій міфології плавучі скелі, над якими гинули Плеяди (у вигляді голубів). 
Згадуються також у Гомера, Геродота, Плінія, Ювенала, Страбона.